# Стрибки з трампліна на зимових Олімпійських іграх 2010
Змагання з стрибків з трампліна на зимових Олімпійських іграх 2010 року в Ванкувері проходили в Олімпійському парку Вістлера в Вістлері, Британська Колумбія між 13 і 22 лютого 2010 року.

## Дисципліни (стрибків з трампліна)
- Індивідуальні змагання — Нормальний трамплін
- Індивідуальні змагання — Великий трамплін
- Командні змагання — Великий трамплін

## Розклад змагань
| День    | Дата                  | Старт | Фініш | Дисципліна                          | Фази                 |
| ------- | --------------------- | ----- | ----- | ----------------------------------- | -------------------- |
| День 1  | П'ятниця, 2010-02-12  | 10:00 | 11:05 | Індивідуальні — Нормальний трамплін | кваліфікація         |
| День 2  | Субота, 2010-02-13    | 9:45  | 11:25 | Індивідуальні — Нормальний трамплін | фінал                |
| День 8  | П'ятниця, 2010-02-19  | 10:00 | 11:05 | Індивідуальні — Великий трамплін    | кваліфікація         |
| День 9  | Субота, 2010-02-20    | 11:30 | 13:10 | Індивідуальні — Великий трамплін    | фінал                |
| День 11 | Понеділок, 2010-02-22 | 10:00 | 11:55 | Командні — Великий трамплін         | кваліфікація і фінал |

## Кваліфікаційні вимоги
На ці три дисципліни, допущено до змагань 70 спортсменів. Жодна національна команда не може мати більш ніж п'ять лижників, водночас, для кожної дисципліни, не можна виставляти більше чотирьох стрибунів, а також більше однієї команди в командному заліку.

### Перелік країн і учасників від них

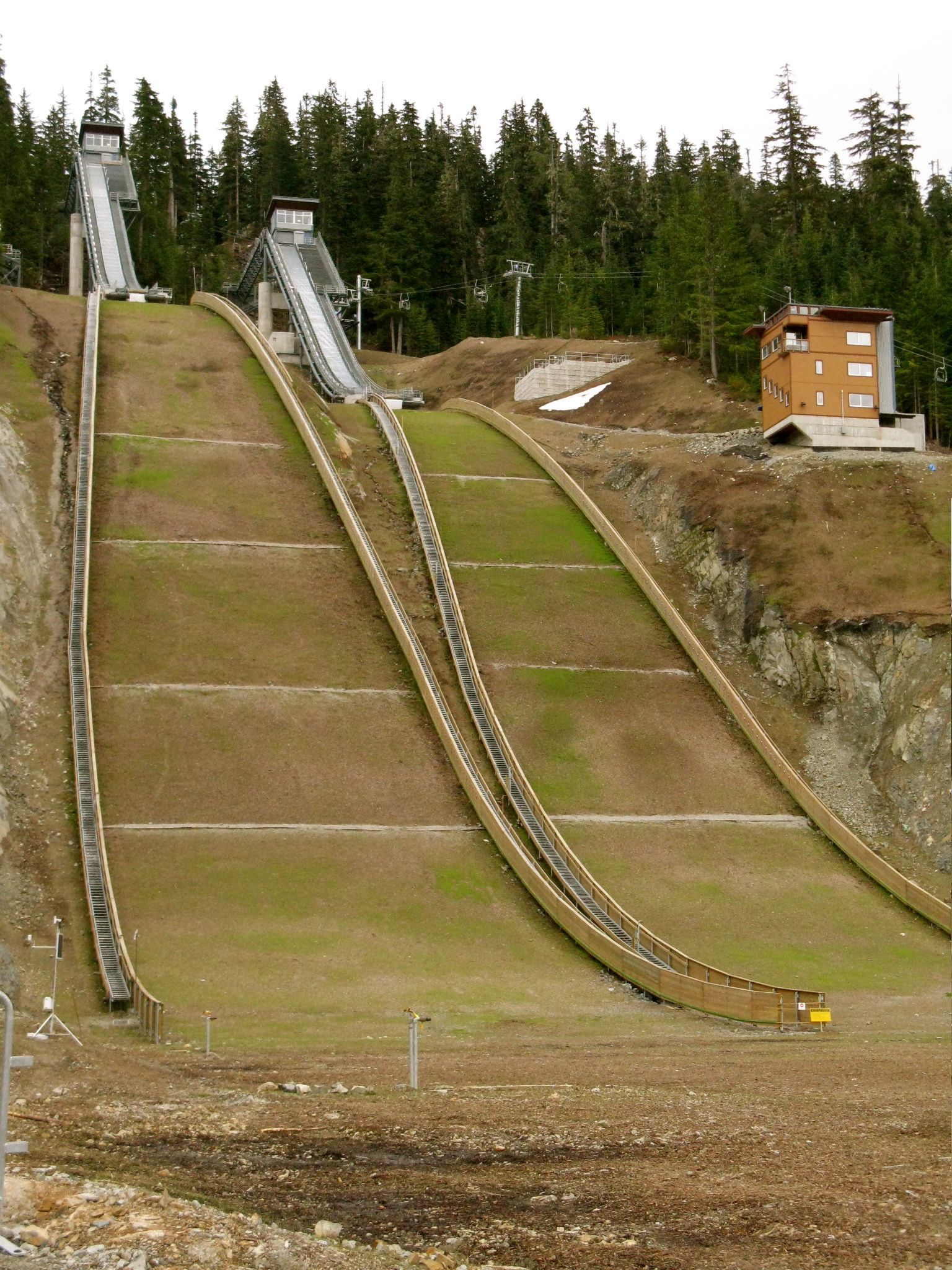
Олімпійські трампліни в Каллаґан Веллі

| Країни             | Індивідуальні виступи | Командні виступи |
| ------------------ | --------------------- | ---------------- |
| Австрія            | 5                     | X                |
| Канада             | 4                     | X                |
| Чехія              | 5                     | X                |
| Фінляндія          | 5                     | X                |
| Франція            | 4                     | X                |
| Німеччина          | 5                     | X                |
| Італія             | 3                     |                  |
| Японія             | 5                     | X                |
| Казахстан          | 2                     |                  |
| Південна Корея     | 3                     |                  |
| Норвегія           | 5                     | X                |
| Польща             | 5                     | X                |
| Росія              | 5                     | X                |
| Словенія           | 5                     | X                |
| Швеція             | 1                     |                  |
| Швейцарія          | 2                     |                  |
| Україна            | 3                     |                  |
| США                | 3                     |                  |
| Загалом: 18 команд | 70                    | 11               |

## Турнірні здобутки

### Загальний залік
| Загальна кількість медалей |           |        |        |        |        |
| Місце                      | Країна    | Золото | Срібло | Бронза | Всього |
| 1                          | Швейцарія | 2      | 0      | 0      | 2      |
| 2                          | Австрія   | 1      | 0      | 2      | 3      |
| 3                          | Польща    | 0      | 2      | 0      | 2      |
| 4                          | Німеччина |        | 1      |        | 1      |
| 5                          | Норвегія  |        |        | 1      | 1      |

### Медалісти
| Дисципліна                                   | Золото                                                                        | Срібло                                                             | Бронза                                                               |
| Індивідуальні змагання (нормальний трамплін) | Сімон Амман                                                                   | Адам Малиш                                                         | Грегор Шліренцауер                                                   |
| Індивідуальні змагання (великий трамплін)    | Сімон Амман                                                                   | Адам Малиш                                                         | Грегор Шліренцауер                                                   |
| Командні змагання (великий трамплін)         | Австрія Вольфганг Лойтцль Андреас Кофлер Томас Моргенштерн Грегор Шліренцауер | Німеччина Міхаель Ноймаєр Андреас Ванк Мартін Шмітт Міхаель Урманн | Норвегія Андерс Бардал Том Гільде Йоган Ремен Евенсен Андерс Якобсен |